# 吉米·坎摩爾
詹姆斯·克里斯蒂安·“吉米”·坎摩尔（英語：James Christian "Jimmy" Kimmel，1967年11月13日—）是一位美国喜劇演員，配音演员，作家，电视制作人和主持人。他制作并主持了以他名字命名的ABC晚间秀节目《吉米·坎摩尔直播秀》。在此之前，他主持的最知名节目是喜劇中心的《The Man Show》和《Win Ben Stein's Money》。坎摩尔也是一位电视制作人，他制作的节目包括《Crank Yankers》，《Sports Show with Norm Macdonald》和《The Andy Milonakis Show》。

## 早年生活
坎摩尔出生于纽约布鲁克林区，父亲詹姆斯·坎摩尔（James Kimmel）是IBM的高級主管，母亲琼（Joan）则是位家庭主妇。他是三个孩子中的老大。坎摩尔是罗马天主教信徒，年幼时曾做过輔祭。他的母亲有意大利血统，父亲的祖先是德国移民。叔叔弗兰克·波坦察曾经自2003年到2011年去世一直作为《吉米·坎摩尔直播秀》的常规嘉宾出现在节目上。表弟Sal Iacono曾和坎摩尔共同主持《Win Ben Stein's Money》，现在是《吉米·坎摩尔现场》的编剧。
坎摩尔9岁时全家搬到拉斯维加斯，他毕业于Ed W. Clark高中，然后在拉斯维加斯大学读了一年，来到亞利桑那州立大學进修了两年，没有完成学位。

## 职业生涯

### 广播
坎摩尔在高中时就开始广播工作，在拉斯维加斯大学就读期间他主持了KUNV台的一个周日夜间访谈节目。来到亞利桑那州立大學后他成为广播名人麦克·艾略特（Mike Elliott）和肯尼·沃斯（Kent Voss）在菲尼克斯主持的KZZP-FM下午秀节目一个很受欢迎的访客。1989年，坎摩尔获得了第一个有薪水的工作，在西雅图和沃斯一起主持KZOK-FM上午时段节目《The Me and Him Show》。
10个月后，坎摩尔和沃斯被KZOK解雇（原因不明），1年后再次被坦帕的WRBQ-FM解雇。随后坎摩尔离开坦帕来到棕榈泉在KCMJ主持他自己的节目。在那里坎摩尔说服年轻的卡森·达利从大学辍学并成为他的实习生。后来坎摩尔来到洛杉矶的KROQ-FM发展。他花了五年时间主持早间秀《Jimmy The Sports Guy》。在那段时间里，他结识了正在苦苦挣扎的喜剧演员亚当·卡罗拉（Adam Carolla）。

### 喜剧中心
1997年坎摩尔开始了他的电视事业，与本·斯坦一起主持喜剧中心的游戏节目《Win Ben Stein's Money》。他敏捷的才智和粗野的性格对比本·斯坦单调的表演风格和贵族风范。这对组合赢得了艾美奖最佳游戏节目主持人。1999年，在主持《Win Ben Stein's Money》的同时坎摩尔还与Daniel Kellison一起制作了喜剧中心节目《The Man Show》，并由他和Adam Carolla联合主持。坎摩尔于2001年离开《Win Ben Stein's Money》，取代他的是喜剧演员Nancy Pimental，不过后来换成了坎摩尔的表弟Sal Iacono。《The Man Show》的成功使得坎摩尔，Carolla和Kellison为喜剧中心制作了《Crank Yankers》（坎摩尔扮演角色"Elmer Higgins"，"Terrence Catheter"，"The Nudge"，"卡爾·馬龍"和他自己），为MTV2制作《The Andy Milonakis Show》等节目。有他制作和编写的电影《Windy City Heat》，赢得了蒙特利尔喜剧节嘻笑節的最佳电影。

### 《吉米·坎摩尔直播秀》

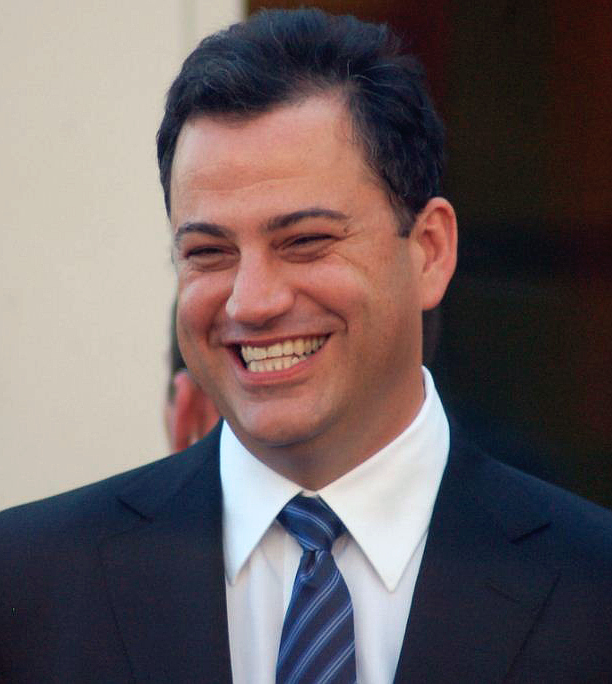
坎摩尔在2012年9月

2003年1月，坎摩尔离开《The Man Show》在ABC主持自己的深夜脱口秀节目《吉米·坎摩尔直播秀》。这个节目也在爱尔兰数字电视频道3e简要播出。在2007年4月的Stuffmagazine.com上坎摩尔被称为“电视上最大的坏蛋”。坎摩尔说这是一种荣誉，但显然是个错误。
坎摩尔经常在节目结束时说“抱歉，马特·戴蒙，我们没有时间让你出场了。”当马特·戴蒙真的被请到节目中，来到演播室几秒后坎摩尔就对他说“很抱歉，我们又完全没有时间了。”戴蒙似乎很生气。2006年12月17日发行的《美国周末》上坎摩尔自白，這事件只是一个玩笑。
2013年10月16日，在美国政府因年度预算案获通过而即将重新“开张”之际，吉米·坎摩尔秀以讽刺“所有人都说议员赌气就像小孩子”为主题，请来四个小朋友一起召开讨论国家大事的“儿童圆桌会议”。当吉米问道到“美国政府欠了中国1.3万亿美元该怎么办”时，一位小朋友称：“我们应该绕到地球那边去，把中国人都杀光！”之后吉米笑着说：“把中国人杀光？这倒是个很有趣的主意。”此项言论引发公众尤其是华裔及华人的不满，目播出后有1.5万网友在白宫“我们人民”请愿网页上留言表示愤怒和抗议ABC电视台播出该片段，并要求ABC电视台道歉，留言者以华人居多。
此后，吉米本人在节目中道歉但仍被视为诚意不足。10月28日，纽约、旧金山等地华人社团前往美国广播公司抗议，要求吉米再次道歉。当晚，吉米·基梅尔公开称“对不起，我道歉。”他表示在节目中不同意该名儿童的冒犯性言论，相反目标只是为了取悦大众。

### 其他电视工作
1996年春天，坎摩尔参演了福克斯网络宣传片《Jimmy the Fox Guy》。
坎摩尔的其他电视作品包括美式足球节目《Fox NFL Sunday》。还在许多脱口秀节目中露面，包括《Live with Regis and Kelly》，《The Howard Stern Show》，《艾倫·狄珍妮秀》和《晚间秀》，坎摩尔来过《晚间秀》五次，最近一次是在2010年。
2006年8月，ABC宣布吉米·坎摩尔将是他们新游戏节目《Set for Life》的主持人。2007年7月20日节目首次亮相。2007年4月6日，坎摩尔出现在拉里·金的《拉里金现场》。2007年7月8日，坎摩尔负责管理在旧金山举办的2007年全国联赛塔可鐘全明星传说与名人垒球比赛。他在2004年和2006年（休斯顿和匹兹堡）比赛中出场。2007年7月11日，坎摩尔和篮球运动员勒布朗·詹姆斯主持了2007年度“ESPY Awards”并于2007年7月15日在ESPN播出。坎摩尔曾五次主持ABC的全美音樂獎，分别是2004年，2006年，2007年和2008年。
他主持的第64屆黃金時段艾美獎于2012年9月23日播出，这是他第一次主持此类活动。後來，他又於2016年9月18日主持了第68屆黃金時段艾美獎。
2012年4月28日，坎摩尔在华盛顿特区主持了白宫记者晚宴。
2016年12月，宣佈他接手主持第89屆奧斯卡金像獎頒獎典禮；2018年1月23日，坎摩尔確定連莊主持第90屆奧斯卡金像獎頒獎典禮。2023年3月12日，主持第95屆奧斯卡金像獎頒獎典禮。2024年3月11日，主持第96屆奧斯卡金像獎頒獎典禮。

## 个人生活
坎摩尔和他当时的女友Gina Maddy在1988年6月结婚，2002年初離婚。他们有两个孩子，女兒Katherine（1991年出生）和兒子Kelvin（1993年出生）。随后坎摩尔与喜剧演员萨拉·西尔弗曼在一起七年，2009年3月分手。在2009年10月坎摩尔开始与《吉米·坎摩尔直播秀》的联席主管编剧Molly McNearney交往，2012年8月两人訂婚，2013年7月結婚。2014年，他們生了他們第一個孩子。2017年，他們第二個孩子出世。
坎摩尔会演奏低音單簧管。他有机会在2008年7月20日展示他的才华，在科斯塔梅薩的音乐会上他走上舞台用低音單簧管演奏了他们的主打歌"The Impression That I Get"。
坎摩尔公开表明他有發作性嗜睡病。
坎摩尔和亚当·卡罗拉（Adam Carolla）共同创办了一年一度的洛杉矶San Gennaro盛宴，以庆祝意大利文化娱乐，音乐和美食。这个节日也为杰出的洛杉矶社区成员颁奖并筹集资金以帮助城市里有需要的儿童和家庭。2009年9月28日至30日他主持了洛杉矶San Gennaro第八次年度盛宴。2009年10月24日在华盛顿坎摩尔担任了全国意大利裔美国人基金会第34周年文艺晚会的司仪。

## 影视作品
| 年份            | 片名                              |
| --------------- | --------------------------------- |
| 1997-2000       | Win Ben Stein's Money             |
| 1999-2003       | The Man Show                      |
| 1999-2002       | Fox NFL Sunday                    |
| 2001            | 蓋酷家庭                          |
| 2002-2005, 2007 | Crank Yankers                     |
| 2003-至今       | Jimmy Kimmel Live!                |
| 2004            | 2004年全美音樂獎                  |
| 2005-2007       | The Andy Milonakis Show           |
| 2005            | 吐槽会                            |
| 2006            | 2006年全美音樂獎                  |
| 2006            | 机器鸡                            |
| 2007            | Set for Life                      |
| 2007            | 吐槽会                            |
| 2007            | 賴瑞金現場                        |
| 2007            | ESPY Awards                       |
| 2007            | 2007年全美音樂獎                  |
| 2007            | Live with Regis and Kelly         |
| 2008            | 2008年全美音樂獎                  |
| 2012            | White House Correspondents Dinner |
| 2012            | 第64届艾美奖颁奖典礼              |
| 2017            | 第89屆奧斯卡金像獎頒獎典禮        |
| 2018            | 第90屆奧斯卡金像獎頒獎典禮        |

| 年份 | 片名             | 角色                     | 备注     |
| ---- | ---------------- | ------------------------ | -------- |
| 2000 | Road Trip        | Corky的声音              | 仅配音   |
| 2003 | Windy City Heat  |                          | 联合编剧 |
| 2004 | 加菲貓           | Spanky                   | 仅配音   |
| 2013 | 藍色小精靈2      | Passive Aggressive Smurf | 僅配音   |
| 2017 | 寶貝老闆         | Ted Templeton            | 僅配音   |
| 2018 | 電影少年悍將GO！ | 蝙蝠俠                   | 僅配音   |
| 2021 | 寶貝老闆2        | Ted Templeton            | 僅配音   |

## 奖项
| 奖项与成就         | 奖项与成就                                        | 奖项与成就                    |
| ------------------ | ------------------------------------------------- | ----------------------------- |
| 前任： 帕特·萨加克 | 日间艾美奖最佳游戏节目主持人 1999年 和本·斯坦一起 | 繼任： 鲍勃·巴克和汤姆·伯杰龙 |